# صموئيل د. لوكوود
صموئيل د. لوكوود (بالإنجليزية: Samuel D. Lockwood)‏ هو قاضي ومحامي أمريكي، ولد في 2 أغسطس 1789 في باوند ريدج ‏ في الولايات المتحدة، وتوفي في 23 أبريل 1874 في باتافيا في الولايات المتحدة.